# Peribatodes mimeuri
Peribatodes mimeuri là một loài bướm đêm trong họ Geometridae.